# Clarence Parker
Clarence Parker, detto Ace (Portsmouth, 17 maggio 1912 – Portsmouth, 6 novembre 2013), è stato un giocatore di football americano e giocatore di baseball statunitense che ha giocato nel ruolo di quarterback nella National Football League (NFL).
Al college ha giocato a football alla Duke University. È stato inserito nella Pro Football Hall of Fame nel 1972.
Ha giocato anche nei Philadelphia Athletics della Major League Baseball per due stagioni.

## Carriera nel football
Quando Parker si unì ai Brooklyn Dodgers dopo essere stato nel secondo giro (13º assoluto) del Draft NFL 1937, con la squadra che veniva da un decennio perennemente in fondo alla classifica della propria conference. Con le sue corse, passaggi e abilità nei punt, Parker portò un'immediata credibilità alla franchigia. Da quando si unì ai Dodgers li guidò in passaggi in ogni stagione con cui giocò con essi. Nel 1938, Ace guidò la squadra a un record di 6 vittorie e 6 sconfitte e guidò la NFL con 865 yard passate. Quando il leggendario allenatore Jock Sutherland si unì ai Dodgers nel 1940, la carriera di Parker spicco il volo. Nel 1940, Ace passò 817 yard e 10 touchdown, corse per 306 yard, ricevette 3 passaggi (inclusi due da touchdown) e guidò la lega in punti segnati. I Dodgers terminarono con un record di 8-3 e Parker fu nominato MVP della NFL. Nel 1941, Parker continuò a brillare ma i Dodgers terminarono secondi dietro i New York Giants, pur avendoli battuti due volte nel corso della stagione. La carriera di Parker si arrestò nel 1942 quando, come molti altri giocatori, si arruolò nell'esercito per la seconda guerra mondiale. Tornò dopo due anni con una formazione dalla breve esistenza, i Boston Yanks, ma all'età di 33 anni ebbe un ruolo limitato. Passato ai New York Yankees l'anno successivo, guidò la squadra fino alla finale del campionato NFL, in cui fu sconfitta dai Cleveland Browns. Dopo quella partita, Ace si ritirò.

## Palmarès
- MVP della NFL (1940)
- (2) First-team All-Pro (1938, 1940)
- Leader della NFL in intercetti (1940)
- Pro Football Hall of Fame (1972)
- College Football Hall of Fame

## Statistiche
| Partite totali     | 56    |
| Yard su corsa      | 1.108 |
| Touchdown su corsa | 10    |